# Joanna Palani
Joanna Palani (22 de febrero de 1993) es una danesa de origen kurdo que luchó para las Unidades de Protección Popular (YPG) contra el ISIS, incluso como francotiradora. La familia de Palani es originaria del Kurdistán iraní, y ella nació en un campo de refugiados en Ramadi, Irak, durante la primera Guerra del Golfo. Posteriormente su familia consiguió asilo en Dinamarca cuando ella todavía era una niña. En 2014, abandonó sus estudios de ciencias políticas para luchar en las milicias kurdas en el norte de Siria y en las fuerzas Peshmerga en Irak tras el ascenso de ISIS. Primero fue a Rojava, en Siria, donde luchó junto a las YPG durante seis meses, y luego se unió a los Peshmerga durante otros seis meses.
Fue detenida a su regreso a Dinamarca. Palani es frecuentemente el blanco de brutales amenazas, tanto en línea como fuera de línea, desde su regreso a Dinamarca.
Ha publicado un relato de su experiencia: Freedom Fighter: My War Against ISIS on the Frontline of Syria (Luchadora por la libertad: mi guerra contra ISIS en el frente de Siria).